# Mauser Model 1871
O Mauser Model 1871 adotado como o Gewehr 71 ou Infanterie-Gewehr 71, ou "Infantry Rifle 71" ("I.G.Mod.71" foi carimbado nos próprios rifles) foi o primeiro modelo de rifle em uma linha distinta projetado e fabricado por Paul Mauser e Wilhelm Mauser da empresa Mauser e mais tarde produzida em massa no Arsenal Spandau.

## M71/84
Depois de testes de tropas com exemplares de amostra em 1882/1883, um novo design foi introduzido a partir de 1884 para que um carregador tubular de 8 cartuchos de acordo com Kropatschek pudesse ser usado. Assim, a arma se tornou o primeiro fuzil de repetição do exército alemão em que o carregador poderia ser "desligado" com uma alavanca, passando para o modo de "tiro único". O fuzil que foi desenvolvido, o M71/84, tem apenas um parafuso em comum com o M71, embora pareça completamente o mesmo à primeira vista. Nenhuma versão especial deste modelo foi feita como carabina para cavalaria ou caçadores, além de um zarelho modificado da alça de ombro. A munição do M71/84 tinha um projétil diferente (achatado) para evitar a ignição indesejada do cartucho anterior no carregador tubular.
A partir de 1886, ano da introdução do M71/84, o M71 foi gradualmente desaparecendo dos depósitos. O fuzil 71/84 foi finalmente substituído em 1888 pelo "Gewehr 88" ("fuzil de comissão").
O "Modelle M71/84" ainda era usado pelas forças de proteção nas colônias alemãs e durante a Primeira Guerra Mundial. No final da Segunda Guerra Mundial, membros da Volkssturm às vezes estavam armados com o M71/84 em março de 1945.

## Galeria

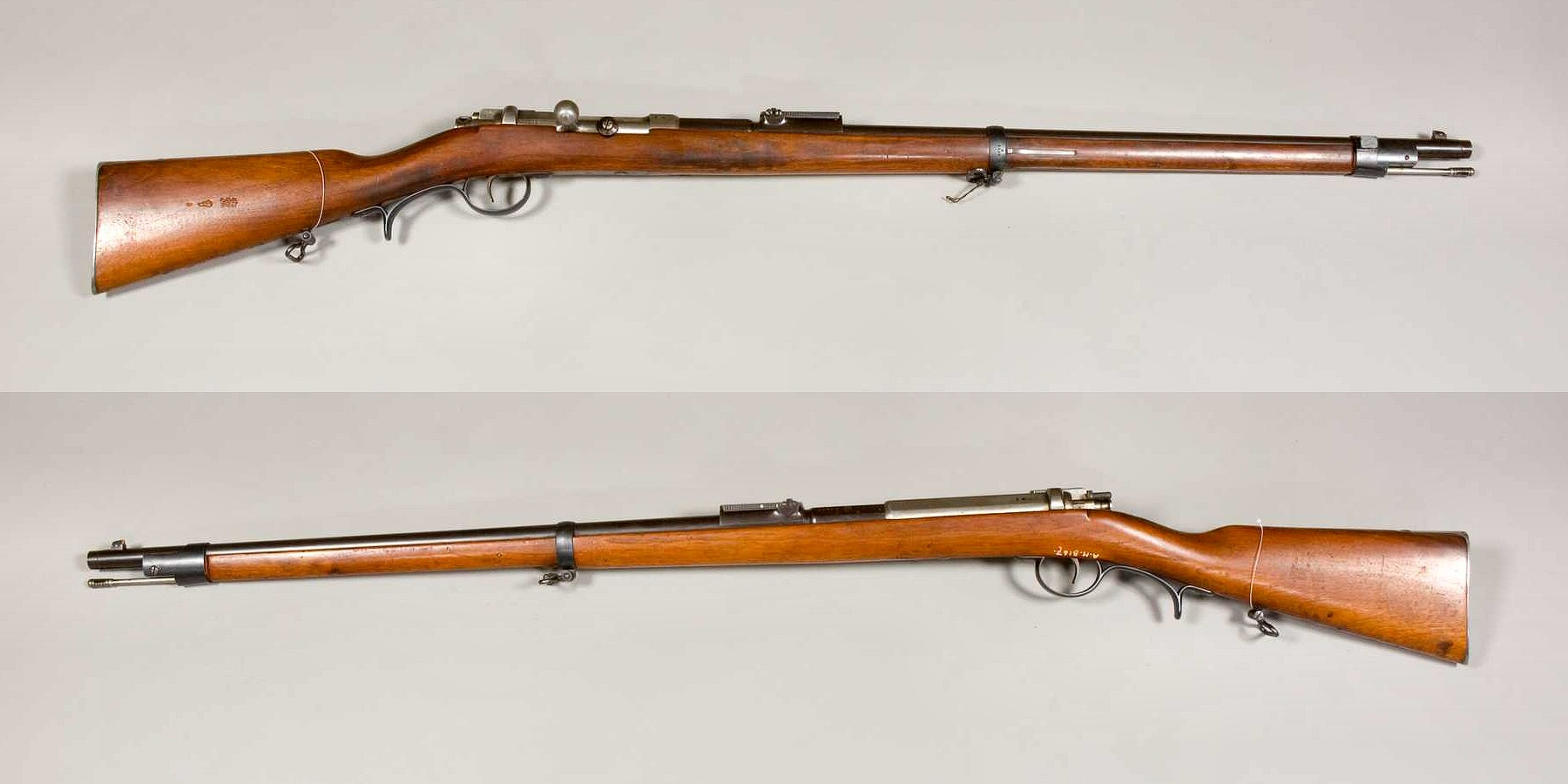
Mauser Model 1871 para unidades Jäger
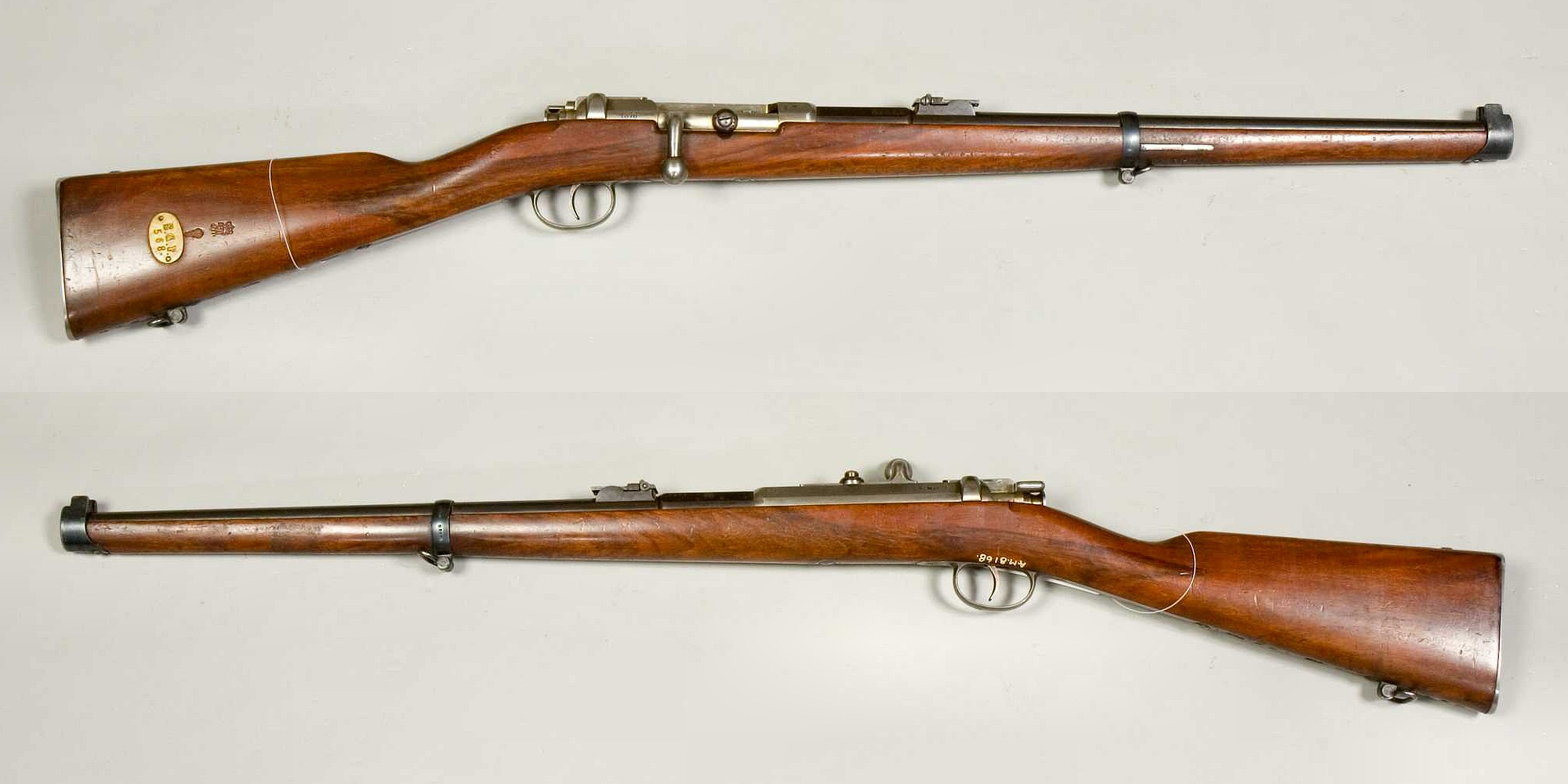
Mauser Model 1871 carabina de cavalaria
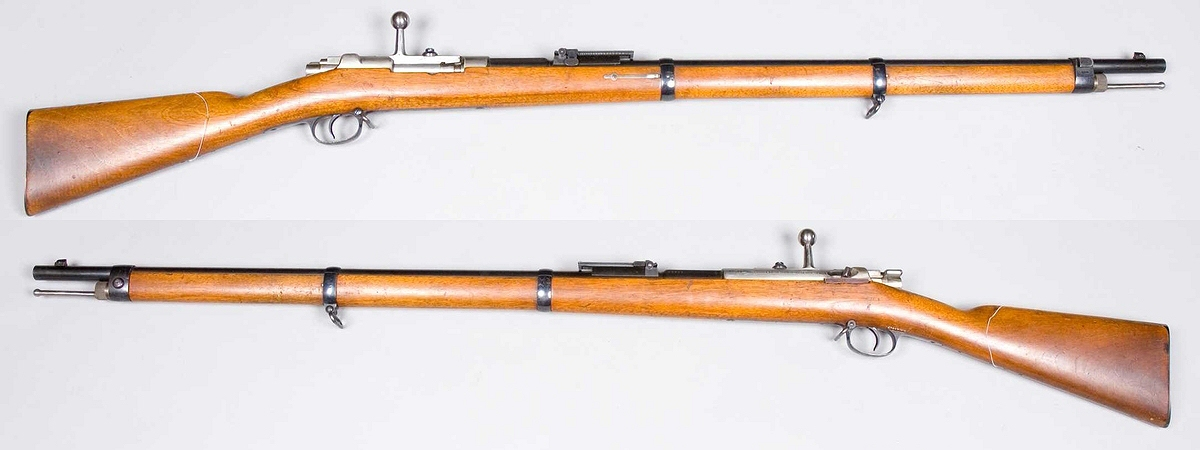
Mauser Model 1871-84
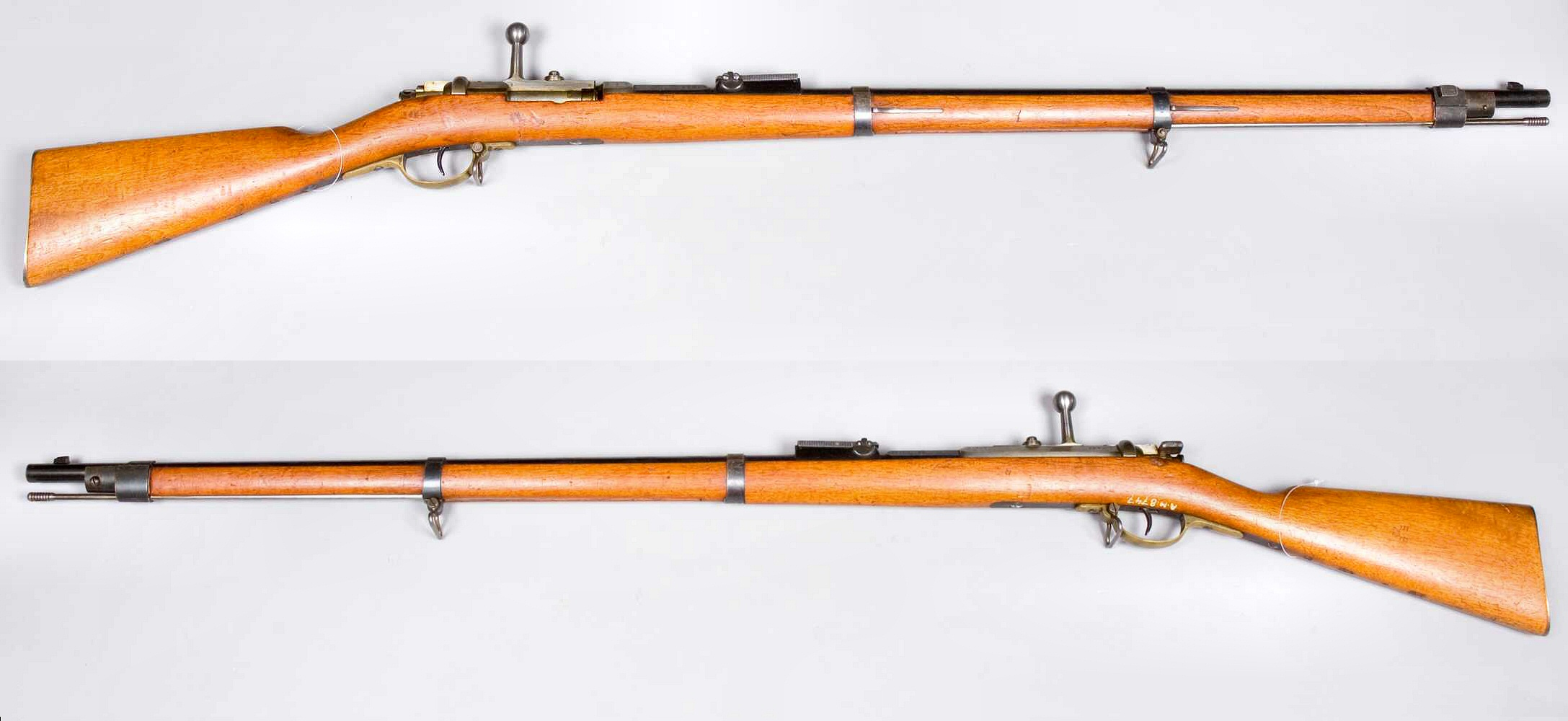
Mauser Model 1871

## Comparação com fuzis contemporâneos
| Calibre             | Fuzil                  | País             | Velocidade           | Velocidade         | Velocidade         | Velocidade         | Velocidade         | Altura da trajetória | Altura da trajetória | Altura da trajetória | Altura da trajetória | Munição       | Munição       |
| Calibre             | Fuzil                  | País             | Saída                | 500 yd (460 m)     | 1 000 yd (910 m)   | 1 500 yd (1 400 m) | 2 000 yd (1 800 m) | 500 yd (460 m)       | 1 000 yd (910 m)     | 1 500 yd (1 400 m)   | 2 000 yd (1 800 m)   | Pólvora       | Bala          |
| ------------------- | ---------------------- | ---------------- | -------------------- | ------------------ | ------------------ | ------------------ | ------------------ | -------------------- | -------------------- | -------------------- | -------------------- | ------------- | ------------- |
| ,433 pol (11,0 mm)  | Werndl–Holub M1867     | Áustria-Hungria  | 1 439 ft/s (440 m/s) | 854 ft/s (260 m/s) | 620 ft/s (190 m/s) | 449 ft/s (140 m/s) | 328 ft/s (100 m/s) | 8,252 pé (2,515 m)   | 49,41 pé (15,06 m)   | 162,6 pé (49,6 m)    | 426,0 pé (129,8 m)   | 77 gr (5,0 g) | 370 gr (24 g) |
| ,45 pol (11,43 mm)  | Martini–Henry          | Reino Unido      | 1 315 ft/s (400 m/s) | 869 ft/s (260 m/s) | 664 ft/s (200 m/s) | 508 ft/s (150 m/s) | 389 ft/s (120 m/s) | 9,594 pé (2,924 m)   | 47,90 pé (14,60 m)   | 147,1 pé (44,8 m)    | 357,85 pé (109,07 m) | 85 gr (5,5 g) | 480 gr (31 g) |
| ,433 pol (11,0 mm)  | Gras mle 1874          | França           | 1 489 ft/s (450 m/s) | 878 ft/s (270 m/s) | 643 ft/s (200 m/s) | 471 ft/s (140 m/s) | 348 ft/s (110 m/s) | 7,769 pé (2,368 m)   | 46,6 pé (14,2 m)     | 151,8 pé (46,3 m)    | 389,9 pé (118,8 m)   | 80 gr (5,2 g) | 386 gr (25 g) |
| ,433 pol (11,0 mm)  | Mauser Model 1871      | Alemanha         | 1 430 ft/s (440 m/s) | 859 ft/s (260 m/s) | 629 ft/s (190 m/s) | 459 ft/s (140 m/s) | 388 ft/s (120 m/s) | 8,249 pé (2,514 m)   | 48,68 pé (14,84 m)   | 159,2 pé (48,5 m)    | 411,1 pé (125,3 m)   | 75 gr (4,9 g) | 380 gr (25 g) |
| ,408 pol (10,4 mm)  | Vetterli M1870         | Itália           | 1 430 ft/s (440 m/s) | 835 ft/s (250 m/s) | 595 ft/s (180 m/s) | 422 ft/s (130 m/s) | 304 ft/s (93 m/s)  | 8,527 pé (2,599 m)   | 52,17 pé (15,90 m)   | 176,3 pé (53,7 m)    | 469,9 pé (143,2 m)   | 62 gr (4,0 g) | 310 gr (20 g) |
| ,397 pol (10,08 mm) | Jarmann M1884          | Noruega e Suécia | 1 536 ft/s (470 m/s) | 908 ft/s (280 m/s) | 675 ft/s (210 m/s) | 504 ft/s (150 m/s) | 377 ft/s (110 m/s) | 7,235 pé (2,205 m)   | 42,97 pé (13,10 m)   | 137,6 pé (41,9 m)    | 348,5 pé (106,2 m)   | 77 gr (5,0 g) | 337 gr (22 g) |
| ,42 pol (10,67 mm)  | Berdan                 | Império Russo    | 1 444 ft/s (440 m/s) | 873 ft/s (270 m/s) | 645 ft/s (200 m/s) | 476 ft/s (150 m/s) | 353 ft/s (110 m/s) | 7,995 pé (2,437 m)   | 47,01 pé (14,33 m)   | 151,7 pé (46,2 m)    | 388,7 pé (118,5 m)   | 77 gr (5,0 g) | 370 gr (24 g) |
| ,45 pol (11,43 mm)  | Springfield model 1884 | Estados Unidos   | 1 301 ft/s (400 m/s) | 875 ft/s (270 m/s) | 676 ft/s (210 m/s) | 523 ft/s (160 m/s) | 404 ft/s (120 m/s) | 8,574 pé (2,613 m)   | 46,88 pé (14,29 m)   | 142,3 pé (43,4 m)    | 343,0 pé (104,5 m)   | 70 gr (4,5 g) | 500 gr (32 g) |
| ,40 pol (10,16 mm)  | Enfield–Martini .40"   | Reino Unido      | 1 570 ft/s (480 m/s) | 947 ft/s (290 m/s) | 719 ft/s (220 m/s) | 553 ft/s (170 m/s) | 424 ft/s (130 m/s) | 6,704 pé (2,043 m)   | 39,00 pé (11,89 m)   | 122,0 pé (37,2 m)    | 298,47 pé (90,97 m)  | 85 gr (5,5 g) | 384 gr (25 g) |